# Raisio (entreprise)
Raisio Oyj est une entreprise finlandaise fabriquant des aliments sains et des aliments pour poissons et dont le siège est à Raisio en Finlande.
Elle est cotée à la Bourse d'Helsinki.

## Présentation
Raisio possède deux sites de production à Raisio et Nokia.
Les principaux marchés du Groupe sont la Finlande (36,9%), le Royaume-Uni(23,4%), la Russie(14,2%), pour le reste de l'Europe (23,4%) les deux pays majeurs sont l'Irlande et la Pologne.
Les principales marques de l'entreprise sont Benecol, Elovena, Provena, Nalle, Sunnuntai, Torino et Nordic.

## Actionnaires
Au 29 février 2020, les plus importants actionnaires de Raisio sont:
| Actionnaire   | %    |
| Raisio Oyj    | 4,72 |
| MTK ry        | 2,38 |
| Varma         | 2,16 |
| Ilmarinen oy  | 1,82 |
| Niemistö Kari | 1,72 |
| Aktia Capital | 1,51 |